# Darlan Cunha
Darlan Cunha Christovam (Rio de Janeiro, 26 de julho de 1988) é um ator brasileiro. Ficou conhecido por interpretar Filé no filme internacionalmente premiado Cidade de Deus e Laranjinha na série Cidade dos Homens. Recentemente, Darlan (citado como Laranjinha) participou da décima quinta temporada de A Fazenda sendo o segundo eliminado com 4,43% dos votos.

## Filmografia

### Televisão
| Ano     | Título                   | Personagem                   | Notas                              |
| ------- | ------------------------ | ---------------------------- | ---------------------------------- |
| 2001    | Brava Gente              | Felipe                       | Episódio: "Palace II"              |
| 2002    | Sítio do Picapau Amarelo | Joel                         | Episódio: "A Pedra Mágica de Tupã" |
| 2002–05 | Cidade dos Homens        | Uólace da Silva (Laranjinha) |                                    |
| 2007    | Sete Pecados             | Sandro                       |                                    |
| 2009    | Caminho das Índias       | Eliseu                       |                                    |
| 2010    | Tempos Modernos          | João Carlos Piranhos (Joca)  |                                    |
| 2010    | Papai Noel Existe        | Gilmar                       | Especial de fim de ano             |
| 2017–18 | Cidade dos Homens        | Uólace da Silva (Laranjinha) |                                    |
| 2023    | Impuros                  | Chernobyl / Amaro            | Episódio: "Se Ficar o Bicho Come"  |
| 2023    | Casais em Apuros         | Participante (3º lugar)      | Temporada 1                        |
| 2023    | A Fazenda                | Participante (21º lugar)     | Temporada 15                       |
| 2025    | A Divisão                | Romildo Alves                | Temporada 4                        |

### Cinema
| Ano  | Título                          | Personagem                   | Notas        |
| ---- | ------------------------------- | ---------------------------- | ------------ |
| 2000 | Cabeça de Copacabana            | Gabriel                      |              |
| 2002 | Cidade de Deus                  | Filé                         |              |
| 2004 | Meu Tio Matou um Cara           | Luiz Eduardo Fragoso (Duca)  |              |
| 2007 | Cidade dos Homens               | Uólace da Silva (Laranjinha) |              |
| 2012 | Cidade de Deus - 10 Anos Depois | Ele mesmo                    | Documentário |
|      |                                 |                              |              |